# Ƀ
B met een streep (hoofdletter: Ƀ, kleine letter: ƀ) is een letter uit het Latijnse alfabet, het bestaat uit de letter B met een schuine streep, die als stokletter gebruikt kan worden. Het is tevens een fonetisch symbool dat die staat voor de stemhebbende bilabiale fricatief.
‹Ƀ› is ook een letter in het alfabet van het Jarai en van het Katu, beide Vietnamese talen. Het teken wordt ook gebruikt in Oudsaksische geschriften,  en in het gereconstrueerde Oergermaans.